# Gordevio
Gordevio foi uma comuna da Suíça, no Cantão Tessino, com cerca de 865 habitantes. Estende-se por uma área de 19,24 km², de densidade populacional de 45 hab/km². Confinava com as seguintes comunas: Avegno, Brione, Corippo, Lavertezzo, Maggia, Mergoscia.
A língua oficial nesta comuna era o Italiano.

## História
Em 20 de abril de 2008, passou a formar parte da nova comuna de Avegno Gordevio.